# 三龍城堡

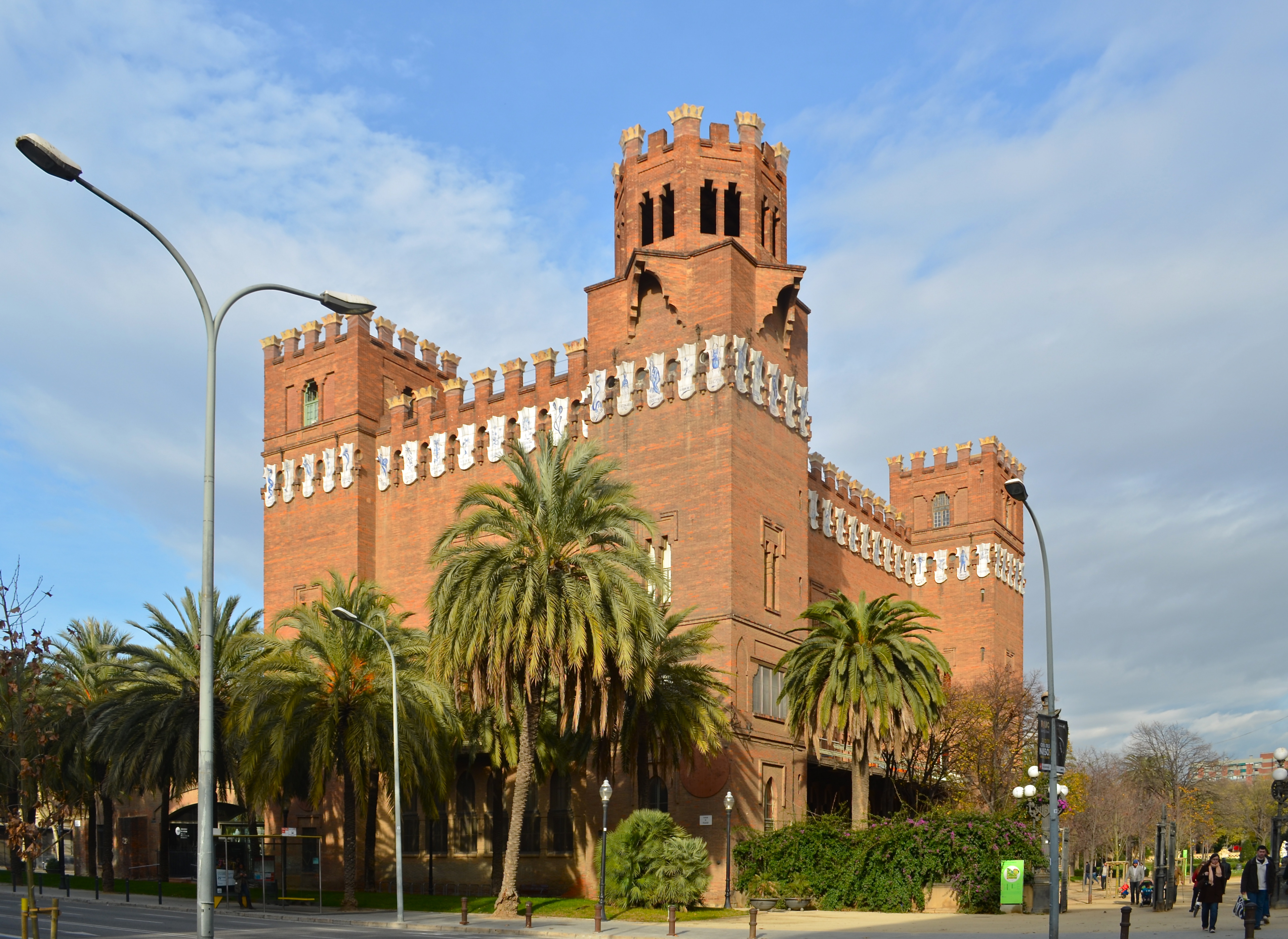
巴塞羅那

三龍城堡是位於西班牙巴塞羅那的一座建築，修建於1887年至1888年，最初是一座為1888年巴塞羅那世界博覽會而修建的展館，之後曾是美術館，現在則是咖啡館及餐廳。